# خدری (ملایر)
خدری (ملایر)، روستایی از توابع بخش جوکار شهرستان ملایر در استان همدان ایران است.

## جمعیت
این روستا در دهستان جوکار قرار دارد و براساس سرشماری مرکز آمار ایران در سال ۱۳۹۵، جمعیت آن ۳۲۶ نفر (۹۳ خانوار) بوده‌است.